# 바티칸 시국의 공휴일
바티칸 시국의 공휴일은 다음과 같다.
| 날짜           | 공휴일 이름                           | 비 고                                      |
| -------------- | ------------------------------------- | ------------------------------------------ |
| 1월 1일        | 새해 첫날                             |                                            |
| 1월 6일        | 주님 공현 대축일                      |                                            |
| 2월 11일       | 건국기념일                            |                                            |
| 3월 13일       | 교황 즉위 기념일                      | 교황에 따라 달라짐.                        |
| 3월 19일       | 성 요셉 대축일                        |                                            |
| 3~4월 중(이동) | 이스터 먼데이                         | 부활절 다음날                              |
| 4월 23일       | 성 제오르지오 순교자 기념일           |                                            |
| 5월 1일        | 노동절                                |                                            |
| 5~6월 중(이동) | 주님 승천 대축일                      | 부활절로부터 40일째 되는 목요일            |
| 5~6월 중(이동) | 그리스도의 성체 성혈 대축일           | 삼위일체 대축일로부터 4일 후가 되는 목요일 |
| 6월 29일       | 성 베드로와 성 바오로 사도 대축일     |                                            |
| 8월 15일       | 성모 승천 대축일                      |                                            |
| 9월 8일        | 복되신 동정 마리아 탄생 축일          |                                            |
| 11월 1일       | 모든 성인 대축일                      |                                            |
| 12월 8일       | 원죄 없이 잉태되신 동정 마리아 대축일 |                                            |
| 12월 25일      | 크리스마스                            |                                            |
| 12월 26일      | 성 스테파노 축일                      |                                            |